# Pawieł Abroskin
Pawieł Iwanowicz Abroskin (ros. Павел Иванович Аброскин, Pawieł Iwanowicz Abroskin; ur. 27 marca 1910 w Taganrogu, zm. 30 maja 1970) – radziecki działacz państwowy i gospodarczy.

## Życiorys
Od 1931 był członkiem WKP(b), W 1937 ukończył Moskiewski Państwowy Uniwersytet Techniczny im. N.E. Baumana, od 1933 pracował w administracji różnych instytucji gospodarczych. Od 1938 był dyrektorem Ludinowskiej Fabryki Maszyn, od 1941 - Syzrańskiej Fabryki Maszyn, od 1945 - Briańskiej Fabryki Maszyn.
W latach 1955-1957 i 1962-1964 był dyrektorem Nowoczerkaskiej Fabryki Elektrowozów. Po jego pierwszym odejściu z zakładu miał tam miejsce masowy protest robotników - jednym z ich postulatów był powrót Abroskina na stanowisko dyrektora, który spełniono .
W latach 1957-1960 był przewodniczącym Rostowskiej Rady Gospodarki Narodowej, w latach 1957-1960 przewodniczącym Państwowego Komitetu Rady Ministrów RFSRR do spraw koordynacji prac naukowo-badawczych, w latach 1960-1962 zastępcą przewodniczącego Rady Ministrów RFSRR .
Pochowany na Cmentarzu Nowodziewiczym w Moskwie.